# Негативная диалектика
«Негативная диалектика» (нем. Negative Dialektik) — одна из главных теоретических работ немецкого философа Теодора Адорно.
Над текстом Адорно работал с 1959 по 1966 год. Центром книги послужили три лекции, прочитанные Адорно весной 1961 года в Коллеж де Франс в Париже. Первая часть книги сформировалась из первых двух лекций; основой второй части послужила третья лекция в переработанной и дополненной форме.

## Содержание
В «Негативной диалектике» Адорно выступает с критикой гегелевской диалектики и оптимистической философии, которая «позитивное» считает нормальным итогом любого мышления. Гегель, как считает Адорно, не довел собственный замысел до конца, поддавшись желанию снять неудобные для мышления человека противоречия посредством синтеза. Гегелевское сведение к всеобщему с помощью разрешения конфликтных знаний и противоречий неизбежно приводит к утрате содержания особенного. По этой причине, негативная диалектика адресует к «несистемной мысли», которая не нарушает независимости истинного значения от обобщающих и доступных логическому мышлению методов познания действительности. Адорно демонстрирует ложность систематического знания, не способного добраться до сути вещей.
Цель критики Адорно — «взорвать» гегелевский идеализм, который объявляет всеобщее истинным и тем самым лишает особенное «права голоса» (права самовыражения). Адорно считает, что особенное само к всеобщему не двигается, но его приближает насилие. Негативное способно создать своего рода оболочку вокруг особенного, поэтому Адорно настаивает на том, что диалектика — это распад, а не синтез. Распад в смысле освобождение любого привативного, отрицательного от диктатуры со всех сторон. Таким образом, особенное сможет озвучить свой голос, но не с помощью мысли, так как она предает объективные свойства противоречий, а посредством построенного особым образом искусства.
Адорно стремился обновить философский процесс, известный как диалектика, освободив его от ранее признанных, приписанных ему, свойств и признаков, которые, по его мнению, были фиктивными. Диалектика Адорно отвергает положительный итог, настаивая на том, что реальность, сама по себе, противоречива, а разрешение противоречий есть способ сделать ее удобным и выносимым для нас. Это стремление к снятию, избавлению от противоречий есть не что иное, как проявление одного из основных свойств нашего мышления, которое тяготит к невозможности одновременно утверждать противоположное. Эта книга стремится освободить диалектику от достижения чего-то положительного посредством отрицания и от «отрицания отрицания». «Негативная диалектика» за каждым тезисом выявляет антитезис, то есть отрицание, тем самым показывая противоречивость бытия и преодолевая наше естественное желание всё упростить и свести к уютной, бесконфликтной картине мира. Поэтому такая диалектика и называется негативной.